# Thorgan Hazard
Thorgan Ganael Francis Hazard (n. 29 martie 1993, La Louvière, Valonia, Belgia) este un fotbalist belgian, care joacă pe post de mijlocaș la Anderlecht în Prima Ligă Belgiană. Pe plan internațional, are prezențe la națională pentru Belgia U17⁠(d), Belgia U19⁠(d), Belgia U21⁠(d), Belgia, Belgia U18⁠(d), Belgia U15⁠(d) și Belgia U16⁠(d). Este fratele mai mic al lui Eden și fratele mai mare al lui Kylian Hazard.
Și-a început cariera profesională la Lens în Ligue 1 și s-a mutat la Chelsea în 2012 la scurt timp după ce l-au semnat pe fratele său mai mare. Nu a jucat niciodată un meci competitiv pentru Chelsea, fiind împrumutat timp de doi ani la Zulte Waregem, unde a fost distins cu Gheata de Aur Belgiană în ianuarie 2014, pentru cel mai bun fotbalist din Prima Ligă Belgiană, și premiul pentru cel mai bun fotbal profesionist în mai 2014. S-a alăturat Borussia Mönchengladbach în 2014, inițial împrumutat și a făcut peste 100 de apariții pentru club înainte de a se muta la Borussia Dortmund în 2019.
După ce a jucat anterior la toate formele din sistemul național de tineret belgian, a fost chemat la primul meci internațional de seniori împotriva Statelor Unite în mai 2013. El a făcut parte din echipa belgiană care a ocupat locul al treilea la Campionatul Mondial de Fotbal 2018.